# Leia fisherae
Leia fisherae är en tvåvingeart som beskrevs av Shaw 1950. Leia fisherae ingår i släktet Leia och familjen svampmyggor. Inga underarter finns listade i Catalogue of Life.